# Пушний Михайло Федорович
Михайло Федорович Пушни́й (19 листопада 1929, Алейська — 26 квітня 1996, Дніпропетровськ) — український живописець і педагог; член Спілки радянських художників України з 1958 року.

## Біографія
Народився 19 листопада 1929 року на станції Алейській (нині місто Алейськ Алтайського краю, Росія). Після закінчення школи протягом 1945—1949 років навчався у Дніпропетровському художньому училищі, був учнем Михайла Паніна, Миколи Погрібняка. Здобувати мистецьку освіту продовжив у Київському художньому інституті, де навчався в Олексія Шовкуненка, Віктора Пузиркова. 1955 року закінчив його на «відмінно» з присвоєнням кваліфікації художника станкового живопису. Дипломна робота — картина «Після уроків».
Після закінчення інституту за призначенням повернувся до Дніпропетровська, де певний час він працював у Дніпропетровському художньому училищі, але невдовзі залишив викладацьку роботу. Протягом 1955—1964 років працював у цеху живопису в Дніпропетровських художньо-виробничих майстернях Художнього фонду СРСР; у 1964—1988 роках очолював Дніпропетровську народну студію образотворчого мистецтва Палацу культури студентів. Серед учнів: Фелікс Бірчанський, Сергій Боровський, Володимир Городиський, Феодосій Гуменюк, Анатолій Дерев'янко, Ірина Копач, Анатолій Сергієнко, Станіслав Фоменюк. 1976 року за керівництво ізостудією нагороджений бронзовою медаллю ВДНГ.
Мешкав у Дніпропетровську в будинку на вулиці Севастопольській, № 57. Помер у Дніпропетровську 26 квітня 1996 року.

## Творчість
Працював у галузі станкового живопису. Створював портрети, пейзажі, натюрморти, історичні жанрові картини, батальні полотна. Серед робіт:
- «Після уроків» (1955);
- «В тирі» (1958);
- «Горновий заводу імені Петровського А. Хилько» (1959);
- «Дільничний лікар» (1960);
- «Музика Михайла Глінки» (1964);
- «Мирний сон» (1965);
- «Шушенське. Шлях на Бутакове озеро» (1968);
- «Фронтова весна» (1973);
- «На озері» (1974);
- «Торкретчик В. Яковишин» (1975);
- «Скульптор Олексій Жирадков» (1976);
- «Солдатська мати» (1979);
- «У степу» (1982);
- «Знову весна» (1982);
- «У вересні» (1985).

Для Дніпропетровського історичного музею виконав батальну композицію «Подвиг льотчиків».
Брав участь у всесоюзних виставках з 1956 року, республіканських — з 1957 року.
Крім згаданого музею, картини художника зберігаються в Національному музеї Тараса Шевченка у Києві, Дніпровському художньому музеї, Корсунь-Шевченківському історико-культурному заповіднику.